# Orzesznik siedmiolistkowy
Orzesznik siedmiolistkowy (Carya laciniosa (F.Michx.) G.Don) – gatunek drzewa należącego do rodziny orzechowatych. Występuje naturalnie w Ameryce Północnej od Nowego Jorku po Oklahomę w Stanach Zjednoczonych. 

## Morfologia

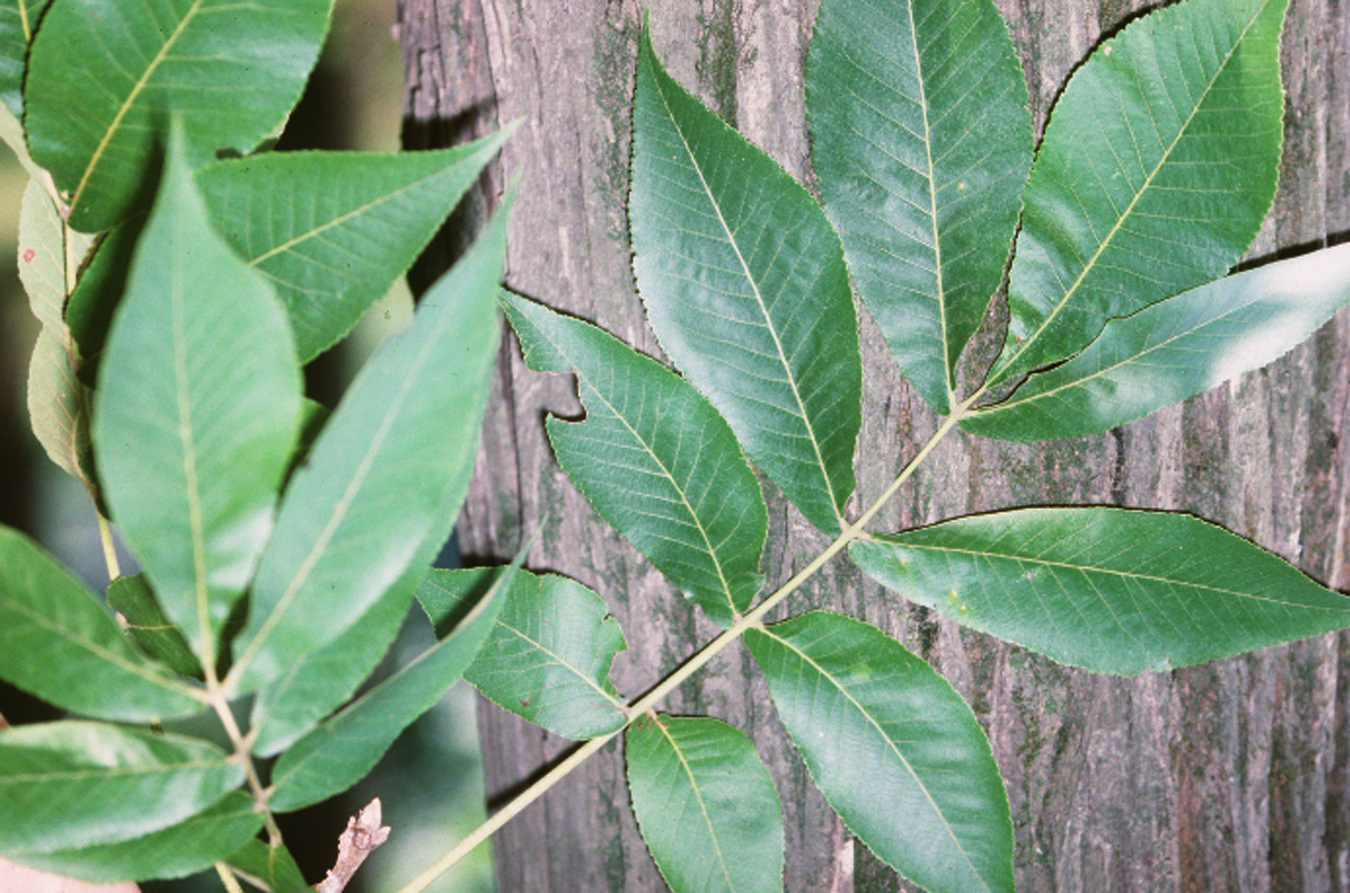
Liść na tle kory

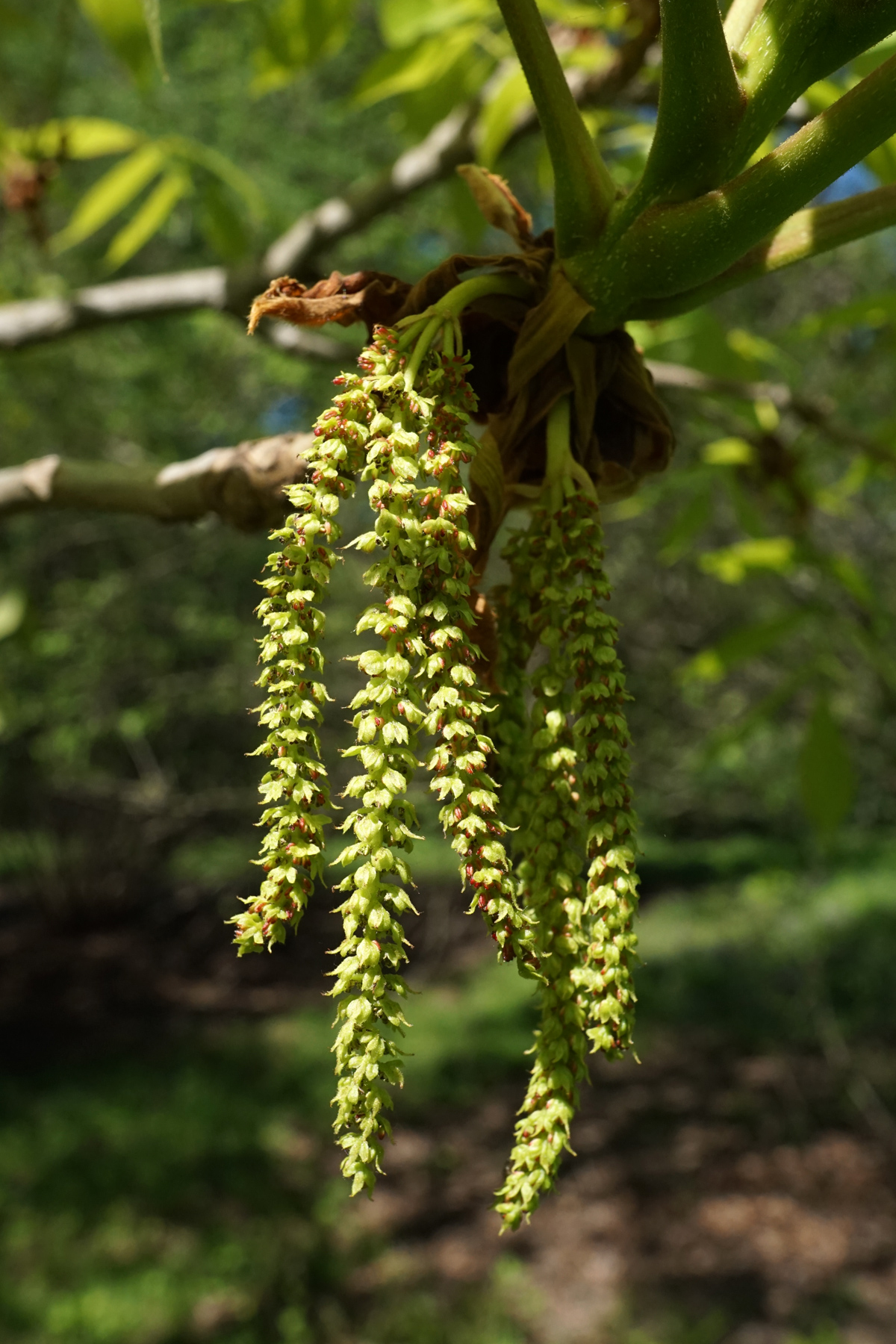
Kwiaty męskie

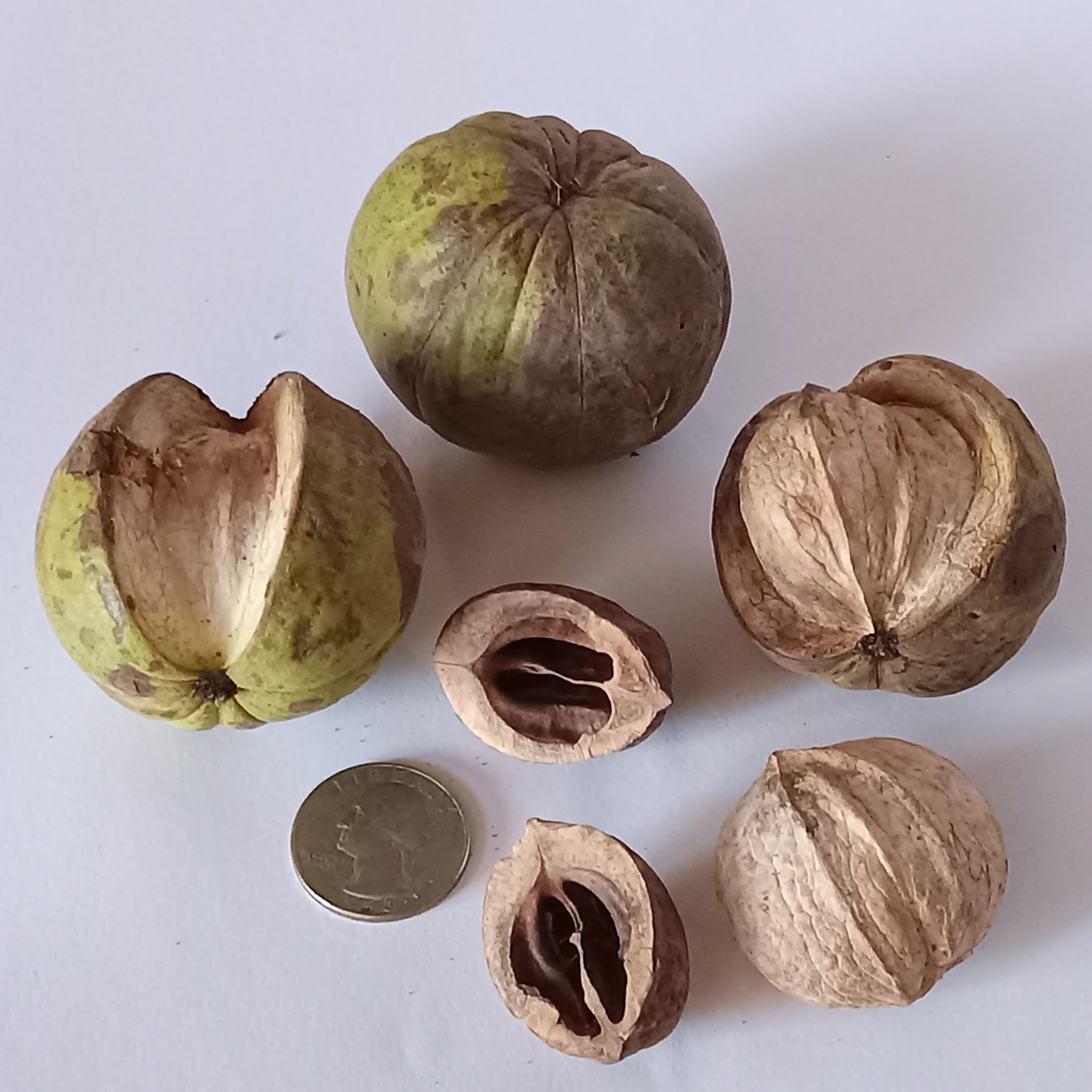
Owoce

PokrójDrzewo dorastające do 27 m wysokości. Pokrój jest smukły i nieregularny. Posiada długi pień.
KoraŁuszcząca się wąskimi pasmami, które odstają od pnia.
PędyPędy mają żółtą bądź różową barwę. Młode są owłosione, lecz później stają się nagie.
PąkiPąk szczytowy jest duży. Ma około 25 mm grubości. Posiada zielone bądź brązowe łuski.
LiścieLiście nieparzystopierzaste składające się najczęściej z 7 (czasami z 5 lub 9) listków. Są jednymi z największych u orzeszników. Z wierzchu są niemal gładkie, natomiast od spodu są lekko omszone. Wierzchołki nieco opadają ku dołowi. Listki mają do 35 cm długości i są twarde i grube. Są niemal bezwonne. Ogonek liściowy jest lekko, jedwabiście owłosiony na całej długości.
KwiatyZebrane w kotki.
OwocePestkowce. Są niejadalne.